# Coppa Mitropa 1977-1978
La Coppa Mitropa 1977-1978 fu la trentottesima edizione del torneo e venne vinta dagli jugoslavi del Partizan, alla prima vittoria nella competizione.
L'SK Rapid, inserito nel Gruppo B, fu sospeso dalla competizione.
A questa edizione rientra la squadra Austriaca.

## Partecipanti
| Nazione                   | Squadra                     | Campionato                                                      | Note                                 |
| ------------------------- | --------------------------- | --------------------------------------------------------------- | ------------------------------------ |
| Cecoslovacchia (bandiera) | Zbrojovka Brno              | 4º campionato di Cecoslovacchia 1976-77                         |                                      |
| Italia (bandiera)         | Perugia                     | 6º campionato d'Italia 1976-77                                  |                                      |
| Jugoslavia (bandiera)     | Vojvodina Novi Sad Partizan | Qualificata come detentrice 4º campionato di Jugoslavia 1976-77 | 14º campionato di Jugoslavia 1976-77 |
| Ungheria (bandiera)       | Honvéd Budapest             | 4º campionato d'Ungheria 1976-77                                |                                      |
| Austria (bandiera)        | SK Rapid                    | Vicecampione d'Austria 1976-77                                  |                                      |

## Torneo

### Fase a gironi

#### Gruppo A
Risultati
| Squadra 1      | Totale | Squadra 2      | Andata | Ritorno |
| -------------- | ------ | -------------- | ------ | ------- |
| Partizan       | -      | Zbrojovka Brno | 5 - 1  | 4 - 1   |
| Zbrojovka Brno | -      | Perugia        | 0 - 0  | 0 - 1   |
| Perugia        | -      | Partizan       | 2 - 1  | 0 - 4   |

Classifica
| Squadra        | P.ti | G | V | P | S | GF | GS | DR  |
| -------------- | ---- | - | - | - | - | -- | -- | --- |
| Partizan       | 6    | 4 | 3 | 0 | 1 | 14 | 4  | +10 |
| Perugia        | 5    | 4 | 2 | 1 | 1 | 3  | 5  | -2  |
| Zbrojovka Brno | 1    | 4 | 0 | 1 | 3 | 2  | 10 | -8  |

#### Gruppo B
Risultati
| Squadra 1       | Totale | Squadra 2          | Andata | Ritorno |
| --------------- | ------ | ------------------ | ------ | ------- |
| Honvéd Budapest | -      | Vojvodina Novi Sad | 6 - 0  | 1 - 2   |

Classifica
| Squadra            | P.ti | G | V | P | S | GF | GS | DR |
| ------------------ | ---- | - | - | - | - | -- | -- | -- |
| Honvéd Budapest    | 2    | 2 | 1 | 0 | 1 | 7  | 2  | +5 |
| Vojvodina Novi Sad | 2    | 2 | 1 | 0 | 1 | 2  | 7  | -5 |

### Finale
Gara giocata il 13 dicembre a Belgrado
| Squadra 1 | Risultato | Squadra 2       |
| --------- | --------- | --------------- |
| Partizan  | 1 - 0     | Honvéd Budapest |

## Classifica marcatori
|  | Gol | Marcatore             | Squadra        |
|  | --- | --------------------- | -------------- |
|  | 3   | Momčilo Vukotić       | Partizan       |
|  | 2   | Mihály Kozma          | Honvéd         |
|  | 2   | József Pál            | Honvéd         |
|  | 2   | József Póczik         | Honvéd         |
|  | 2   | Walter Speggiorin     | Perugia        |
|  | 2   | Peter Yanechka        | Zbrojovka Brno |
|  | 2   | Slobodan Santrač      | Partizan       |
|  | 2   | Aleksandar Trifunović | Partizan       |
|  |     |                       |                |